# آنتونی باردون
آنتونی باردون (انگلیسی: Anthony Bardon؛ زادهٔ ۱۹ ژانویهٔ ۱۹۹۳) بازیکن فوتبال اهل بریتانیا است.
از باشگاه‌هایی که در آن بازی کرده‌است می‌توان به باشگاه فوتبال لینکولن رد ایمپس، باشگاه فوتبال شفیلد، باشگاه فوتبال توتینگ اند میتچام یونایتد، باشگاه فوتبال بروملی، و باشگاه فوتبال کرای واندررز اشاره کرد.
وی همچنین در تیم ملی فوتبال جبل‌طارق بازی کرده‌است.